# Alice Eve
Alice Sophia Eve (* 6. února 1982, Londýn, Anglie, Spojené království) je britská herečka. Její nejznámější filmy jsou Na tuhle nemám, Sex ve městě 2, Muži v černém 3 a Náhradnice.

## Životopis
Narodila se v Londýně v Anglii jako dcera Trevora Eva a Sharon Maughan. Má dva mladší bratry, Jacka a George. Je anglického, velšského a irského původu. Navštěvovala Bedales School a poté Westminster School v Londýně. Během volného roku studovala na Beverly Hills Playhouse a poté studovala angličtinu na St. Catherine's College v Oxfordu. V Oxfordu se objevovala ve studentských divadelních představeních jako Ideální manžel, muzikál Animal Crackers (který se objevil na Edinburgh Fringe Festival), Scenes from an Execution a The Colour of Justice.

## Kariéra
Hrála v televizních dramatech jako seriál BBC The Rotters' Club, Hercule Poirot a Hawking a také ve filmu Krása na scéně (2004).
V roce 2006 hrála významnou roli ve filmech Zahřívací kolo a Nula od Nuly pojde (kde spolu se svým kolegou Simonem Peggem používali americký přízvuk). Část roku 2006 strávila v Indii, kde pracovala na dramatické minisérii Losing Gemma.
Objevila se ve dvou divadelních hrách a obě režíroval Trevor Nunn. V roce 2006 se objevila v nové divadelní hře Rock 'n' Roll, od Toma Stopparda. Hrála se v Royal Court Theatre a svou roli si zopakovala i pro přemístění hry na Broadway. Za svůj výkon byla nominována v kategorii nejlepší herečka ve vedlejší roli na cenu Whatsonstage.com Theatregoers' Choice Awards. V roce 2009 si zahrála Roxanu v uvedení hry Cyrano z Bergeracu v Chichester Festival Theatre.
V roce 2010 hrála hlavní roli ve filmu Na tuhle nemám. V tomto filmu její vlastní rodiče hrají rodiče i její postavy ve filmu. Také ztvárnila roli Charlottiny irské chůvy, Erin ve filmu Sex ve městě 2. V roce 2011 měla vedlejší roli v osmé sérii seriálu HBO, Vincentův svět, v roli Sophie, novinářky a přítelkyně Vincenta Chase.
V roce 2012 si zahrála po boku Johna Cusacka v thrilleru Havran. Film byl inspirován životním osudem Edgara Allana Poa, respektive jeho posledními měsíci. Cusack si v něm zahrál právě Poa a Eve ztvárnila Emily Hamilton. Dále se objevila ve snímku Muži v černém 3 a následující rok účinkovala ve filmu Star Trek: Do temnoty.

## Osobní život
Žije v Londýně a Los Angeles.
Má jedno oko zelené a jedno oko modré v důsledku heterochromie (různobarevnosti duhovek).

## Filmografie
| Rok  | Název                                    | Role                     | Poznámky            |
| ---- | ---------------------------------------- | ------------------------ | ------------------- |
| 2004 | Krása na scéně                           | Miss Frayne              |                     |
| 2006 | Zahřívací kolo                           | Alice Harbinson          |                     |
| 2006 | Nula od Nuly pojde                       | Josie McBroom            |                     |
| 2007 | The Amazing Trousers                     | Colette                  |                     |
| 2009 | Imigranti                                | Claire Shepard           |                     |
| 2010 | Na tuhle nemám                           | Molly McCleish           |                     |
| 2010 | Sex ve městě 2                           | Erin                     |                     |
| 2011 | Vincentův svět                           | Sophia Lear              |                     |
| 2011 | Náhradnice                               | Lara Tyler               |                     |
| 2011 | ATM                                      | Emily                    |                     |
| 2012 | Havran                                   | Emily Hamilton           |                     |
| 2012 | Muži v černém 3                          | Mladá agentka O          |                     |
| 2013 | Star Trek: Do temnoty                    | doktorka Carol Marcusová |                     |
| 2013 | Mrazivá noc přichází                     | Chloe                    |                     |
| 2013 | Sametové ráno                            | Velvet                   |                     |
| 2014 | Noc v New Yorku                          | Brooke Dalton            |                     |
| 2014 | Noc v muzeu: Tajemství hrobky            | Guinevere/Samu sebe      |                     |
| 2014 | Decoding Annie Parker                    | Louise                   |                     |
| 2015 | Hříšný víkend                            | Natalie Hamilton         |                     |
| 2015 | Lithgow Saint                            | Amelia Adams             | krátkometrážní film |
| 2016 | Criminal: V hlavě zločince               | Marta Lynch              |                     |
| 2016 | Provinění                                | Charlotte                |                     |
| 2017 | Zůstaň nablízku                          | Audrey                   |                     |
| 2017 | The Stolen                               | Charlotte Lockton        |                     |
| 2017 | Bees Make Honey                          | Honey                    |                     |
| 2018 | Untogether                               | Irene                    |                     |
| 2018 | Dokonalé repliky                         | Jackie                   |                     |
| 2018 | Angláni na útěku                         | Mona Foster              |                     |
| 2019 | Nepojmenovaný projekt Charlese Randolpha | Ainsley Earhardt         |                     |
| 2019 | Pelleas                                  | Melisande                |                     |
| TBA  | Warning                                  |                          |                     |

### Televize
| Rok  | Název                               | Role                          | Poznámky                                |
| ---- | ----------------------------------- | ----------------------------- | --------------------------------------- |
| 2004 | Hawking                             | Martha Guthrie                | TV film                                 |
| 2005 | The Rotters' Club                   | Cicely Boyd                   | TV film                                 |
| 2005 | Beethoven                           | Hraběnka Giulietta Guicciardi | díl: „The Rebel“                        |
| 2005 | Hercule Poirot                      | Lenox Tamplin                 | díl: „:Záhada modrého expresu“          |
| 2006 | Losing Gemma                        | Esther                        | TV film                                 |
| 2011 | Vincentův svět                      | Sophia                        | 4 díly                                  |
| 2016 | Černé zrcadlo                       | Naomi Jayne Blestow           | díl: „Nosedive“                         |
| 2018 | Ordeal by Innocence                 | Gwenda Vaughan                | minisérie, 3 díly                       |
| 2017 | Hannah Royce's Questionable Choices | Hannah Royce                  | TV film                                 |
| 2018 | Robot Chicken                       | Jane Porter / Alexis (hlas)   | díl: „Jew No. 1 Opens a Treasure Chest“ |
| 2018 | Iron Fist                           | Typhoid Mary                  | hlavní role (10 dílů)                   |
| 2020 | Belgravia                           | TBA                           |                                         |